# Santo Tomas (Davao del Norte)
Santo Tomas ist eine philippinische Stadtgemeinde in der Provinz Davao del Norte. Sie hat 118.750 Einwohner (Zensus 1. August 2015). In der Gemeinde liegt ein External Study Center der Bukidnon State University.

## Baranggays
Santo Tomas ist politisch in 19 Baranggays unterteilt.
| - Balagunan - Bobongon - Esperanza - Kimamon - Kinamayan - La Libertad - Lungaog - Magwawa - New Katipunan - Pantaron | - Tibal-og (Pob.) - San Jose - San Miguel - Talomo - Casig-Ang - New Visayas - Salvacion - San Vicente - Tulalian |